# Reserva de la biosfera transfronteriza
Una reserva de la biosfera transfronteriza (RBT) es un espacio ecológico de especial valor que abarca más de un país. Se trata de un reconocimiento internacional dado por la ONU a una zona y se basa en la voluntad política de varios Estados en cooperar en la conservación y el uso sostenible de un espacio. También representa el compromiso de 2 o más países para aplicar juntos la Estrategia de Sevilla para las Reservas de la Biosfera y sus objetivos.
Las 20 Reservas Transfronterizas en junio de 2017 son las siguientes:
| Países                             | Reserva de la biosfera                                   | Año de designación                                                                                                 | Revisión periódica  | Segunda revisión periódica |
| ---------------------------------- | -------------------------------------------------------- | --- | ------------------- | -------------------------- |
| Polonia · Eslovaquia               | Tatas                                                    | 1992 |                     |                            |
| República Checa · Polonia          | Krkokonose-Karkonosze                                    | 1992 |                     |                            |
| Alemania · Francia                 | Vosgos del Norte-Bosque del Palatinado                   | 1998. Norte de los Vosgos establecida en 1988 y Bosque del Palatinado en 1992.                                     | 2000(FR) 2004(AL)   | 2011 FR/AL                 |
| Polonia · Eslovaquia · Ucrania     | Este de los Cárpatos                                     | 1998. Este de los Cárpatos/Beskid Este (P/E) establecidas en 1992.                                                 |                     |                            |
| Rumania · Ucrania                  | Delta del Danubio                                        | 1998. Delta del Danubio (Rumanía) establecido en 1979, extendida en 1992. Dunaisky (Ucrania), establecida en 1998. | 2003(RUM) 2010(UCR) |                            |
| Benín Burkina Faso Níger           | Región z                                                 | 2002. Región "W" de Níger establecida en 1996, extensiones en Benín y Burkina Faso como RBT en 2002.               |                     |                            |
| Mauritania Senegal                 | Delta del Río Senegal                                    | 2005 |                     |                            |
| España · Marruecos                 | Reserva de la Biosfera Intercontinental del Mediterráneo | 2006 |                     |                            |
| España · Portugal                  | Gerês-Xurés                                              | 2009 |                     |                            |
| El Salvador · Guatemala · Honduras | Trifinio-Fraternidad                                     | 2011. Reserva de la Biosfera de Trifinio declarada en 1987.                                                        |                     |                            |
| Croacia · Hungría                  | Mura Drava Danubio                                       | 2012 |                     |                            |
| Bielorrusia · Polonia · Ucrania    | Polesia Occidental                                       | 2012 |                     |                            |
| Albania · Macedonia del Norte      | Ohrid-Prespa                                             | 2014 |                     |                            |
| Francia · Italia                   | Monte Viso                                               | 2014 |                     |                            |
| España · Portugal                  | Meseta Ibérica                                           | 2015 |                     |                            |
| España · Portugal                  | Tejo-Tajo                                                | 2016 |                     |                            |
| República Dominicana · Haití       | La Selle - Jaragua-Bahoruco-Enriquillo                   | 2017 |                     |                            |
| Ecuador · Perú                     | Bosques de Paz                                           | 2017 |                     |                            |
| Kazajistán · Rusia                 | Gran Altái                                               | 2017 |                     |                            |
| Togo Benín                         | Mono                                                     | 2017 |                     |                            |